# Onthophagus galeatus
Onthophagus galeatus là một loài bọ cánh cứng trong họ Bọ hung (Scarabaeidae).